# Újezd u Boskovic
Újezd u Boskovic (in tedesco Aujest) è un comune della Repubblica Ceca facente parte del distretto di Blansko, in Moravia Meridionale.